# Sueli Costa
Sueli Correa Costa (Río de Janeiro, 25 de julio de 1943-Río de Janeiro, 4 de marzo de 2023) fue una cantante y compositora brasileña.
Nacida en una familia de músicos, donde su madre Maria Aparecida Correa Costa, tocaba piano y enseñaba canto coral. Fue en ese ambiente que aprendió sola a tocar guitarra clásica en la adolescencia, al lado de los hermanos (Élcio, Lisieux, Telma, Afrânio) que también tocaban. Al mejor estilo bossa-nova escribió a los 18 años su primera composición Balãozinho.

## Años 1960
En los años 1960 inició actividades como compositora, en cuanto conciliaba los estudios en la Facultad de Derecho en Juiz de Fora, donde fue criada, hasta 1969 cuando marchó a Río de Janeiro. Años de actividad ininterrumpida como compositora, canciones grabadas por grandes artistas como Nara Leão, participando de bandas sonoras de piezas infantiles, y en festivales, además de haber impartido clases de música en colegios cariocas formando un currículo respetable.

## Años 1970
La década de 1970 marcó un gran momento de reconocimiento de talentos por parte de intérpretes como Ney Matogrosso, Simone, Cauby Peixoto, Pedro Mariano, Joanna, Fagner, Fafá de Belém, Alaíde Costa, Ângela Rô Rô, Elis Regina, Ivan Lins, Zélia Duncan, Zizi Possi, Agnaldo Rayol, Gal Costa, e Ithamara Koorax, entre otros. Su nombre de Sueli Costa pasó a ser parte entonces de la elite de compositores de la MPB. Con el éxito llamando a su puerta, fue contratada por la EMI y grabó su primer LP (1975) con producción de Gonzaguinha y arreglos de Paulo Moura y de Wagner Tiso. Dos años después vino su segundo LP, (1977), con producción de João Bosco y Aldir Blanc. Sus socios más importantes son hoy en día, desde el principio: Cacaso y Tite de Lemos; después aparecieron Aldir Blanc, Ana Terra, Paulo César Pinheiro y Abel Silva, con quienes consagró un doble éxito.

## Obra

### Discografía
Sueli Costa
- 1. Amor amor

(Cacaso - Sueli Costa) 
- 2. Poeira e maresia

(Cacaso - Sueli Costa) 
- 3. Cão sem dono

(Paulo César Pinheiro - Sueli Costa) 
- 4. Doce mentira

(Sueli Costa) 
- 5. Outra canção de amor (Corazón cromático)

(Tite de Lemos - Sueli Costa) 
- 6. Guadalupe

(Tite de Lemos - Sueli Costa) 
- 7. As labaredas

(Cacaso - Sueli Costa) 
- 8. Pedra da lua

(Cacaso - Toninho Horta) 
- 9. Falando sério

(Cacaso - Sueli Costa) 
- 10. Acorrentado

(Tite de Lemos - Sueli Costa) 
- 11. Sombra amiga

(Tite de Lemos - Sueli Costa) 
Vida de artista
- 1. Vida de artista

(Abel Silva - Sueli Costa) 
- 2. Medo de amar nº 2

(Tite de Lemos - Sueli Costa) 
- 3. Movimento da vida

(Sueli Costa) 
- 4. Vento nordeste

(Abel Silva - Sueli Costa) 
- 5. Fruto do mar

(Abel Silva - Sueli Costa) 
- 6. Dorme, meu menino dorme

(Sueli Costa - Cecilia Meirelles) 
- 7. Cordilheiras

(Paulo César Pinheiro - Sueli Costa) 
- 8. Mãos

(Aldir Blanc - Sueli Costa) 
- 9. Bóias de luz

(Abel Silva - Sueli Costa) 
- 10. Aos pedaços

(Abel Silva - Sueli Costa) 
- 11. Maresia

(Abel Silva - Sueli Costa) 
- 12. 4 de dezembro

(Sueli Costa) 
Louça fina
- 1. Para os meninos da Nicarágua

(Paulo Emílio - Aldir Blanc - Sueli Costa) 
- 2. Louça fina

(Abel Silva - Sueli Costa) 
- 3. Sabe de mim

(Sueli Costa) 
- 4. Alegria e a dor (Tesouro da juventude)

(Abel Silva - Sueli Costa) 
- 5. Uma vida em segredo

(Abel Silva - Sueli Costa) 
- 6. Esperar eu não sei

(Abel Silva - Sueli Costa) 
- 7. Flecha ligeira

(Tite de Lemos - Sueli Costa) 
- 8. Segredo quebrado

(Paulo César Pinheiro - Sueli Costa) 
- 9. Primeiro jornal

(Abel Silva - Sueli Costa) 
- 10. Altos e baixos

(Aldir Blanc - Sueli Costa) 
- 11. Jura secreta

(Abel Silva - Sueli Costa) 
- 12. O inocente

(Tite de Lemos - Sueli Costa) 
Íntimo
- 1. Amor é outra liberdade

(Abel Silva - Sueli Costa) 
- 2. Escuta moça

(Ferreira Gullar - Sueli Costa) 
- 3. O tempo e o lugar

(Fausto Nilo - Sueli Costa) 
- 4. Capricho

(Abel Silva - Sueli Costa) 
- 5. Íntimo

(Abel Silva - Sueli Costa) 
- 6. Cinema antigo

(Cacaso - Sueli Costa) 
- 7. Mar de Espanha

(Capinan - Sueli Costa) 
- 8. Coração aprendiz

(Abel Silva - Sueli Costa) 
- 9. Vuelve mi luz

(Capinan - Sueli Costa) 
- 10. Duas

(Tite de Lemos - Sueli Costa) 
- 11. Juventude

(Abel Silva - Sueli Costa) 
Minha arte
- 1. Imagens

(Sueli Costa/Fausto Nilo) 
- 2. Minha arte

(Sueli Costa/Ana Terra) 
- 3. Senhora de si

( Sueli Costa/ Cacaso) 
- 4. Nuvens e cetim

(Sueli Costa/Abel Silva) 
- 5. Canção Brasileira

( Sueli Costa/Abel Silva) 
- 6. Violão

(Sueli Costa/Paulo Cesar Pinheiro) 
- 7. Jardim

(Sueli Costa/Capinan) 
- 8. Dona doninha

(Sueli Costa/Cacaso) 
- 9. Novo novelo

(Sueli Costa/Paulo Cesar Pinheiro) 
- 10. Todos os lugares

(Sueli Costa/ Tite de Lemos) 
- 11. Insana

(Sueli Costa/Ana Terra) 
- 12. Alma

(Sueli Costa/Abel Silva 

#### Principales éxitos
- Alma
- Altos e baixos
- Amor amor
- As labaredas
- Canção brasileira
- Cão sem dono
- Cobras e lagartos
- Coração ateu
- Corpo
- Dentro de mim mora um anjo
- Dona Doninha
- Face a face
- Imagens
- Insana
- Jardim
- Jura secreta
- Mar de Espanha
- Medo de amar n°2
- Minha arte
- Mundo delirante
- Nenhuma lágrima
- Novo novelo
- Nuvens e cetim
- O primeiro jornal
- Retrato
- Segue o teu destino
- Senhora de si
- Todos os lugares
- Vento nordeste
- Vinte anos blue
- Violão
- Voz de mulher
- Vuelve mi luz